# Hypophyllonomus longipes
Hypophyllonomus longipes is een hooiwagen uit de familie Gonyleptidae.